# Di Meola Plays Piazzolla
Di Meola Plays Piazzolla – czternasty album studyjny amerykańskiego gitarzysty jazzowego Ala Di Meoli, wydany w 1996 roku nakładem wytwórni fonograficznej Mesa/Bluemoon Recordings.

## Lista utworów
Opracowano na podstawie materiału źródłowego.
| 1.  | "Oblivion" (Astor Piazzolla)                  | 6:04    |
|     |                                               |         |
| 2.  | "Café 1930" (Piazzolla)                       | 6:16    |
|     |                                               |         |
| 3.  | "Tango Suite Part I" (Piazzolla)              | 8:49    |
|     |                                               |         |
| 4.  | "Tango Suite Part III" (Piazzolla)            | 8:51    |
|     |                                               |         |
| 5.  | "Verano Reflections" (Piazzolla, Al Di Meola) | 4:13    |
|     |                                               |         |
| 6.  | "Night Club 1960" (Piazzolla)                 | 5:50    |
|     |                                               |         |
| 7.  | "Tango II" (Piazzolla)                        | 5:35    |
|     |                                               |         |
| 8.  | "Bordel 1900" (Piazzolla)                     | 4:33    |
|     |                                               |         |
| 9.  | "Milonga del Angel" (Piazzolla)               | 3:48    |
|     |                                               |         |
| 10. | "Last Tango for Astor" (Di Meola)             | 6:18    |
|     |                                               |         |
|     |                                               | 1:00:17 |
|     |                                               |         |

## Twórcy
Opracowano na podstawie materiału źródłowego.
Muzycy:
- Al Di Meola – gitary, instrumenty perkusyjne, głos
- Christopher Carrington – gitary
- Gumbi Ortiz – kongi, instrumenty perkusyjne
- Hernan Romero - keyboard, charango, głos
- Dino Saluzzi – bandoneon
- Arto Tunçboyacıyan – instrumenty perkusyjne, głos
- Vince Mendoza – dyrygentura, aranżacja instrumentów smyczkowych

Produkcja:
- Al Di Meola – produkcja muzyczna, aranżacja, orkiestracja
- Bob Ludwig – mastering